# Сарикамиська западина
41°50′00″ пн. ш. 57°30′00″ сх. д. / 41.833333333333° пн. ш. 57.5° сх. д.
Сарикамиська западина — западина на півночі Туркменістану, північна межа пустелі Каракуми.

## Географія
Довжина западини близько 150 км, ширина близько 90 км. Дно, за різними джерелами, на 30-40 метрів нижче рівню моря. Є пласкою чашою овальної форми, вкрита солончаками та дрібнозернистими пісками. В центральній частині западини розташоване Сарикамиське озеро.

## Історія
Западина періодично приймала води річки Аму-Дар'я, перетворюючись на озеро, при зміні її русла в бік Аральського моря озеро пересихало. Озером западина була наприкінці неогену, у верхньочетвертинний час, та в 14-16 сторіччях нашої ери. Останній раз води Аму-Дар'ї досягли западини влітку 1878 року. В 1971 році в озеро проривались води Аму-Дар'ї по руслу водогону Дар'ялик, при цьому в котловині виникло озеро. Зараз озеро підживлюється дренажними водами через колектори Дар'ялик та Озерний, води надходять із зрошуваних земель на лівобережжі Аму-Дар'ї.
Через заповнення Туркменського озера через Дар'яликський та Озерний колектори, які зараз живлять Сарикамиське озеро, значна частина води не потрапить в Сарикамиське озеро, що може призвести до зниження його рівня та підвищення мінералізації.

## Походження назви
Назва «Сарикамиш» на тюркських мовах означає «жовтий комиш».